# 1972년 하계 올림픽 알바니아 선수단
1972년 하계 올림픽 알바니아 선수단은 서독 뮌헨에서 개최된 1972년 하계 올림픽에 참가한 올림픽 알바니아 선수단이다.

## 참고 자료
- (영어) “Albania at the 1972 München Summer Games”. SR/Olympic Sports. 2015년 7월 22일에 원본 문서에서 보존된 문서. 2011년 10월 5일에 확인함.